# تانيا دالتون
تانيا دالتون (بالإنجليزية: Tania Dalton)‏ هي لاعبة كرة الشبكة نيوزيلندية، ولدت في 26 نوفمبر 1971 في تاكابونا ‏ في نيوزيلندا، وتوفيت في 1 مارس 2017 في Auckland City Hospital ‏ في نيوزيلندا بسبب أم الدم داخل القحف.